# Naoya Inoue
Naoya Inoue (井上 尚弥, Inoue Naoya, nascido em 10 de abril de 1993) é um boxeador profissional japonês. Ele foi campeão mundial em quatro categorias de peso e é um dos três únicos boxeadores da história (junto com Terence Crawford e Oleksandr Usyk) a se tornar o campeão incontestável em duas categorias de peso na “era dos quatro cinturões”. Apelidado de “Monster” (monstro), Inoue é conhecido por seu excepcional poder de nocaute, possuindo uma porcentagem de nocaute de 89,28% e 90,90% em lutas pelo título mundial.
Ele é o primeiro e único boxeador a ser campeão indiscutível no super-galo, tendo conquistado todos os quatro títulos principais desde 2023, bem como o título da revista The Ring. Anteriormente, ele foi campeão indiscutível do peso galo entre 2019 e 2023, tornando-se o primeiro campeão indiscutível do peso galo desde Enrique Pinder em 1972, e o primeiro pugilista da história a fazer isso na era dos quatro cinturões. No início de sua carreira, ele conquistou o título mosca-ligeiro do Conselho Mundial de Boxe (WBC) em 2014 e o título do peso galo júnior da Organização Mundial de Boxe (WBO) de 2014 a 2018. Inoue também foi campeão linear nos pesos galo e super-galo, e venceu o torneio de pesos galo da World Boxing Super Series de 2018-2019.
Em maio de 2024, Inoue foi classificado como o segundo melhor boxeador ativo do mundo, libra por libra, pela revista The Ring; pela Associação de Escritores de Boxe da América (BWAA); pelo Conselho de Classificação Transnacional de Boxe (TBRB); e pela BoxRec; e o terceiro melhor pela ESPN. Ele também é classificado como o melhor super-galo ativo do mundo pela The Ring, TBRB, ESPN e BoxRec. Inoue é o único boxeador japonês na história a ser classificado como o número 1, libra por libra, pelo The Ring, TBRB, e foi nomeado Lutador do Ano em 2023 pelo The Ring, BWAA e ESPN.

## Carreira amadora
Ele começou a praticar boxe no primeiro ano da Escola Primária Kurihara, em Zama, com seu pai, um ex-atleta amador. Sua primeira aparição em competições foi na sexta série, quando obteve uma vitória contra um adversário do segundo ano do ensino médio em um torneio nacional. Ele ganhou o prêmio Outstanding Player Award no primeiro torneio nacional sub-15 em seu terceiro ano.
Em seu primeiro ano de ensino médio, ganhou a tríplice coroa (Inter-High School, torneio nacional e JOB) e ganhou uma medalha de bronze no Campeonato Asiático Juvenil.
Em seu segundo ano, ficou entre os 16 primeiros no Campeonato Mundial Juvenil IBA, embora tenha ficado entre os oito primeiros no Inter-High School, venceu novamente o torneio nacional. Ele também foi vice-campeão do All-Japan Amateur Championships em sua primeira participação, perdendo para Taro Hayashida na final. Ele venceu todas as suas quatro lutas contra Ryoaki Tanaka (mais tarde medalhista de bronze na categoria peso-mosca nos Jogos Olímpicos de Tóquio em 2020).
Em seu último ano, ele ganhou sua primeira medalha de ouro internacional na Copa do Presidente da Indonésia. Ele também competiu no Campeonato Mundial IBA, chegando à terceira rodada na divisão de peso mosca onde perdeu por 12 a 15 para um competidor cubano e terminou entre os 16 primeiros. Ele se tornou o primeiro estudante do ensino médio a ganhar sete títulos amadores.
Em 2009, competiu na divisão mosca-ligeiro no Tokimeki Niigata National Athletic Meet, derrotando Teraji Kenshiro (mais tarde campeão mundial peso-mosca leve da WBC) nas semifinais.
A partir de 5 de abril de 2012, ele competiu no Campeonato Asiático de boxe amador, que também serviu como um evento de qualificação para os Jogos Olímpicos de Londres, e chegou à final no mosca-ligeiro, mas em 12 de abril de 2012, ele perdeu por uma decisão por 11-16 para Birzhan Zhakypov do Cazaquistão, que foi medalhista de bronze no Campeonato Mundial de 2005.

### Destaques
- Campeão mosca-ligeiro no National High School Athletic Meet de 2009.
- Campeão do mosca-ligeiro juvenil no 64º Festival Nacional de Esportes.
- Medalha de bronze mosca-ligeiro do Campeonato Asiático Juvenil de 2010.
- Campeão mosca-ligeiro no 21º Campeonato Nacional de Boxe do Ensino Médio e na Copa Olímpica Júnior do JOC.
- 65º Campeonato Nacional de Atletismo, vencedor na divisão masculina mosca-ligeiro.
- Vice-campeão na divisão mosca-ligeiro no 80º Campeonato de Boxe Amador do Japão.
- Medalha de ouro no mosca-ligeiro da Copa do Presidente da Indonésia de 2011.
- Campeão mosca-ligeiro do National High School Comprehensive Athletic Meet de 2011.
- Campeão mosca-ligeiro no 81º Campeonato de Boxe Amador do Japão.

## Carreira profissional

### Peso mosca

#### Início de carreira
Inoue se profissionalizou em 2012. Por sua própria vontade, ele assinou um acordo com Hideyuki Ohashi para nunca lutar contra adversários fáceis. Em 2 de outubro de 2012, ele lutou contra o campeão nacional filipino Crison Omayao, e venceu em sua estreia por nocaute no quarto round. Após esta vitória, ele venceu suas próximas duas lutas contra o campeão nacional tailandês Ngaoprajan Chuwatana e o boxeador mosca-ligeiro número um do Japão Yūki Sano. Em 25 de agosto de 2013, Inoue conquistou o título japonês mosca-ligeiro contra o número três do ranking da WBA e futuro campeão mosca-ligeiro da WBA, IBF e Ring, Ryoichi Taguchi.
Ele então lutou pelo título vago do mosca-ligeiro da OPBF em 6 de dezembro de 2013 no card preliminar de Yaegashi - Sosa . Inoue derrotou Jerson Mancio com um nocaute técnico no 5º round para conquistar o título regional.

#### Inoue x Hernández, Kokietgym
Inoue venceu Adrián Hernández (29–2–1, 18 KOs) para ser coroado o campeão peso mosca leve do WBC em sua sexta luta profissional em 6 de abril de 2014. Hernández foi um campeão de duas divisões que já havia feito 8-1 em lutas pelo título mundial e foi classificado em primeiro lugar pelo The Ring e TBRB, mas Inoue dominou a luta do começo ao fim. A única defesa de Inoue de seu título peso mosca leve foi contra Samartlek Kokietgym (17–5, 5 KOs) em setembro de 2014. Inoue derrotou Kokietgym, vencendo todos os rounds em todos os scorecards e derrubando seu oponente duas vezes antes de finalmente conseguir o nocaute no 11º round. 

### Suba para o super mosca

#### Inoue x Narváez
Em novembro de 2014, ele desocupou seu título de peso mosca-ligeiro para desafiar o detentor do título peso-galo júnior da WBO, Omar Andrés Narváez (43–1–2, 23 KOs). Narváez foi classificado em primeiro lugar pelo The Ring e TBRB. A luta foi marcada para 30 de dezembro de 2014. A única derrota de Narváez veio por decisão para Nonito Donaire no peso-galo em 2011. Narváez conquistou seu primeiro campeonato mundial em 2002, fazendo vinte e sete defesas de título desde então. Narváez reinou como campeão por 14 anos, enquanto Inoue chegou à luta com um recorde de 7–0. No entanto, o jovem desafiante Inoue derrubou Narváez um minuto após o começo do primeiro round. Ele então feriu Narváez repetidamente com socos potentesno corpo . Inoue nocauteou o campeão de longa data no segundo round para conquistar seu segundo título mundial. Inoue se tornou o primeiro e único lutador a parar Narváez.

#### Várias defesas
Inoue se machucou com o soco que nocauteou Narvaéz na primeira vez. Em resposta à lesão de Inoue, a WBO lançou uma luta pelo título provisório entre dois de seus candidato mais bem classificados, David Carmona e Warlito Parrenas. O vencedor teria o direito de enfrentar Inoue após seu retorno. A luta foi considerada um empate dividido após 12 rounds, mas Inoue optou por enfrentar Parrenas de qualquer maneira em sua luta de retorno em 29 de dezembro de 2015. Parrenas foi derrotado de maneira semelhante a Narváez. O árbitro paralizou a luta no segundo round, depois que Parrenas foi derrubado duas vezes, dando a vitória por nocaute técnico a Inoue.
Inoue enfrentaria então Carmona em maio de 2016, sofrendo outra lesão na mão no meio da luta. Por causa da lesão na mão, Inoue tomou uma decisão consciente de vencer por pontos. Inoue acabaria ganhando uma decisão unânime confortável (118–109, 118–109, 116–111). A terceira defesa de Inoue foi contra Petchbarngborn Kokietgym em setembro do mesmo ano. Inoue não conseguiu uma finalização rápida, mas desferiu uma série de socos no 10º round que fez com que Kokietgym fosse nocauteado.

#### Inoue x Kono, Rodríguez
Em 9 de novembro, foi anunciado que a quarta defesa de Inoue viria contra Kohei Kono (32–10–1, 13 KOs) em 30 de dezembro de 2016. Kono foi duas vezes campeão super-mosca. Na luta anterior, Kono perdeu o cinturão da WBA para Luis Concepción em uma luta muito acirrada. O irmão de Naoya, Takuma, estava escalado para disputar o título mundial contra Marlon Tapales na mesma noite, mas desistiu devido a uma fratura na mão direita. Inoue conseguiu o nocaute em outra performance dominante. Kono foi derrubado uma vez por um gancho de esquerda de Inoue antes de ser nocauteado no sexto round. Esta foi a primeira vez que Kono perdeu uma luta por nocaute.
Durante 2016, Inoue buscou uma luta de unificação contra o campeão de quatro divisões e atual campeão dos super moscas do WBC , Román González . Porém, González optou por enfrentar Carlos Cuadras no segundo semestre. E Inoue esteve presente na luta Gonzalez x Cuadras. Pouco depois da vitória de Gonzalez sobre Cuadras, representantes de Inoue enviaram uma oferta formal a Gonzalez para um suposto futuro confronto de unificação. González estipulou que os termos oferecidos para a luta de Inoue não eram bons o suficiente e recusou o contrato.
A quinta defesa de seu título WBO de Inoue veio contra Ricardo Rodríguez em maio de 2017. Rodríguez foi mais um adversário nocauteado, já que Inoue venceu confortavelmente por nocaute no 3º round após uma série de socos.

#### Inoue x Nieves
Após sua vitória fácil sobre Rodríguez, Inoue se juntou ao card "Superfly" da HBO Boxing After Dark, organizado no StubHub Center em 9 de setembro de 2017. O evento foi encabeçado pela revanche González - Sor Rungvisai pelo título super-mosca do WBC . Foi acordado verbalmente que caso González vencesse Rungvisai, então He e Inoue se enfrentariam em uma luta de unificação. Mas González acabou nocauteado por Rungvisai, o que atrapalhou a luta. Originalmente, o ex-campeão peso mosca IBF, McJoe Arroyo, foi escalado para ser o desafiante de Inoue, mas Arroyo acabou lutando contra Rau'shee Warren em um eliminatória da IBF. Inoue também queria lutar contra seu desafiante obrigatório da WBO, Juan Francisco Estrada, mas Estrada recusou e seguiu a rota WBC. O que significava que a próxima luta de Inoue seria contra Antonio Nieves (17–2–2, 9 KOs).
A sexta defesa de Inoue de seu título WBO foi bem-sucedida, quando ele derrotou Nieves, que jogou a toalha após seis rounds. Nieves foi pressionado no final do segundo round, mas Inoue não conseguiu finalizá-lo enquanto voltava para o seu canto quando confundiu o aviso de 10 segundos com o sino. Inoue marcou um knockdown no quinto round após um gancho de esquerda no corpo. Nieves retirou-se após o round 6, quando Inoue acertou repetidamente aquele gancho de esquerda no corpo, sem resposta de Nieves. Inoue acertou 118 de 407 socos (29%) contra 45 de 209 (22%) de Nieves. Após a vitória, Inoue quis enfrentar Rungvisai, que acabava de nocautear González. Mas a luta não aconteceu.

#### Luta fracassada contra González
Durante 2016, Inoue buscou repetidamente uma luta de unificação contra o campeão de quatro divisões e atual campeão dos super moscas do WBC , Román González . Porém, González optou por enfrentar Carlos Cuadras no segundo semestre. E Inoue estava presente e ao lado do ringue naquela luta. Pouco depois da vitória de Gonzalez sobre Cuadras, representantes de Inoue enviaram uma oferta formal a Gonzalez para o que teria sido um confronto de unificação. González disse que os termos oferecidos para a luta de Inoue não eram bons o suficiente e recusou o contrato. Na época, Gonzalez sentiu que teria recebido mais dinheiro por uma potencial revanche com Cuadras na HBO. A revanche contra o Cuadras não aconteceu. Em vez disso, Gonzalez perdeu o título super-mosca do WBC por decisão dividida para Srisaket Sor Rungvisai em março de 2017. Em setembro de 2017 Inoue e Gonzalez apareceram no mesmo card em Carson, Califórnia. Fazendo sua estreia nos Estados Unidos com um nocaute no sexto round sobre Antonio Nieves, Inoue buscava marcar uma partida com Gonzalez em 2018. Mas Chocolatito não cumpriu sua parte no trato, pois foi nocauteado em quatro rounds na revanche contra Rungvisai. Naquele momento, qualquer conversa futura sobre uma luta entre Inoue e Gonzalez estava morta.

#### Inoue x Boyeaux
Inoue afirmou que passaria para o peso galo no futuro, mas tentaria unificar os títulos contra outro detentor do título peso super-mosca em dezembro de 2017. A equipe de Inoue afirmou mais tarde que estava tendo problemas para garantir um adversário para a véspera de Ano Novo. Eles teriam concordado com os termos do campeão da IBF Jerwin Ancajas, mas ele anunciaria mais tarde que lutaria contra Jamie Conlan em novembro. Então Boyeaux foi contratado como substituto de última hora para Ancajas. No dia 16 de novembro, foi anunciado que Inoue enfrentaria Yan Boyeaux no dia 30 de dezembro televisionado pela Fuji TV . Inoue disse que planejava lutar boxe nos Estados Unidos novamente dentro de 2 meses após lutar contra Boyeaux. Inoue derrubou Boyeaux quatro vezes antes que o árbitro Raul Caiz Jr. finalmente encerrasse a luta aos 1 minuto e 40 segundos do terceiro round, dando a Inoue a vitória, retendo com sucesso o título WBO pela sétima vez. Inoue afirmou que tem planos de subir para o peso galo, onde buscaria se tornar campeão mundial de três categorias. Mas antes de subir de peso. Inoue deveria lutar contra o campeão da WBA Kal Yafai em uma luta de unificação no card "Superfly 2" nos EUA. Mas o promotor de Yafai , Eddie Hearn, recusou a luta, dizendo: "seria o maior pagamento de Yafai contra Inoue, mas o pagamento não mitigou o risco".

### Subida para o peso galo

#### Inoue x McDonnell
O promotor Eddie Hearn relatou pela primeira vez à Sky Sports em 14 de fevereiro de 2018 que um acordo estava sendo negociado para o 2 vezes campeão peso galo e o atual campeão peso galo 'Regular' da WBA Jamie McDonnell (29–2–1 13 KOs) para defender seu título, que ele venceu em 2014 pela sétima vez contra Inoue, no Japão. Mcdonnell foi classificado em segundo lugar pelo The Ring. O plano original de McDonnell era subir para o peso super-galo em 2018, mas em vez disso afirmou que queria grandes desafios e via Inoue como um adversário sólido para se testar. Em 6 de março, Inoue deu uma entrevista coletiva no Japão anunciando a luta contra McDonnell no Ota-City General Gymnasium em Tóquio, Japão, em 25 de maio de 2018. A luta começou em um ritmo que McDonnell não conseguiu sustentar; inicialmente sendo ferido com um gancho de esquerda na cabeça, seguido de ser derrubado depois de uma combinação de dois socos culminando em um gancho de esquerda no corpo. Ele se levantou bravamente, apenas para ser derrubado após uma série de socos brutais de Inoue, incluindo outro gancho de esquerda limpo que pareceu confundir os sentidos de McDonnell. O árbitro encerrou a luta em menos de um round, declarando Inoue o vencedor por nocaute técnico.

#### World Boxing Super Series
Depois de derrotar McDonnell, Inoue disse: “Vou participar da World Boxing Super Series para enfrentar outros campeões mundiais com prazer”, confirmando que participaria do torneio peso galo, onde enfrentaria outros campeões mundiais, o ‘Super campeão’ da WBA Ryan Burnett (19–0, 9 KOs), campeão da WBO Zolani Tete (27–3, 21 KOs) e campeão da IBF Emmanuel Rodríguez (18–0, 12 KOs).

#### Inoue x Payano
No draft de gala em 20 de julho, Inoue (16–0, 14KOs) escolheu defender seu título WBA contra o ex-campeão mundial Juan Carlo Payano (20–1, 9 KOs) nas quartas de final. Antes dessa luta, Payano havia perdido o título mundial para Rau'shee Warren em uma luta muito acirrada. Em agosto, a luta foi anunciada para acontecer no dia 7 de outubro na Yokohama Arena, em Yokohama, no Japão. Inoue venceu a luta com nocaute no primeiro round. Inoue acertou um soco antes de acertar Payano com uma mão direita reta perfeita que colocou Payano de costas e incapaz de continuar. O árbitro Pinit Prayadsab interrompeu imediatamente a luta aos 1:10 do primeiro round. O nocaute foi posteriormente eleito o Nocaute do Ano da revista Ring .

#### Inoue x Rodríguez
Emmanuel Rodríguez (19-0, 12 KOs) derrotou Jason Moloney por decisão em outubro de 2018, garantindo sua vaga na semifinal contra Inoue. Em 12 de fevereiro de 2019, a luta estava marcada para acontecer no SSE Hydro em Glasgow, Escócia, em 18 de maio de 2019. Em abril, Nonito Donaire derrotou o substituto Stephon Young, para confirmar sua vaga na final. Donaire afirmou que 'adoraria lutar' contra Inoue na final, pois os dois sempre se respeitaram. Em 3 de maio, a revista The Ring Magazine anunciou que seu título vago do peso galo estaria em jogo. Na época, o campeão WBO Zolani Tete, que estava em segundo lugar no ranking com The Ring, retirou-se do torneio devido a uma lesão. O editor-chefe, Doug Fischer, explicou que com Inoue e Rodríguez classificados em 1º e 3º lugar, respectivamente, a luta valeu a pena pelo título, pois ambos conquistaram suas posições no ranking. No dia 18 de maio, Inoue avançou para a final ao nocautear Rodríguez no segundo round. Depois de um primeiro round acirrado, Inoue derrubou Rodríguez três vezes em rápida sucessão antes de a luta ser interrompida aos 1:20.

#### Inoue x Donaire I

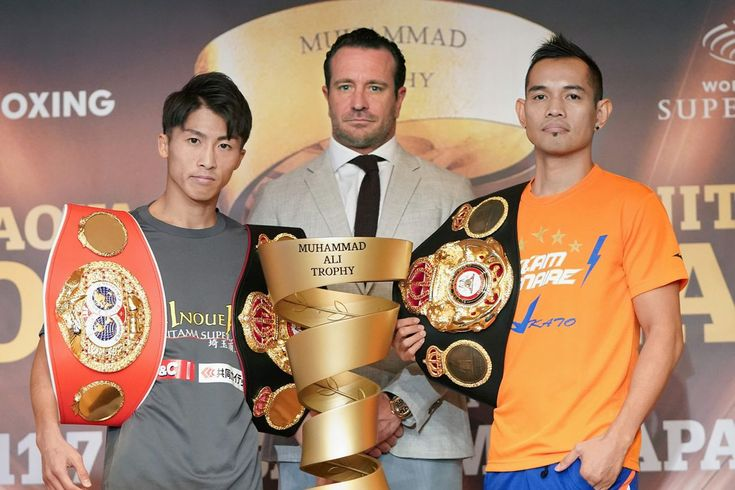
Inoue e Donaire

Inoue enfrentou o campeão mundial de quatro divisões e atual campeão WBA (super) do peso galo Nonito Donaire (40–5, 26 KOs) em 7 de novembro de 2019 em Saitama, Japão, para a final da World Boxing Super Series. Em uma luta emocionante que contou com incrível coração e resistência demonstrados por ambos, Inoue finalmente venceu por decisão unânime com pontuações de 116–111, 117–109 e 114–113. Os dois trocaram socos no primeiro assalto da luta. No segundo round, um gancho de esquerda de Donaire causou um grave corte acima do olho direito de Inoue que prejudicou sua visão pelo resto da luta, mas ele revidou com força e no quinto round colocou Donaire em apuros, que foi salvo pela gongo. Porém, Donaire manteve a compostura e começou a ter mais sucesso no decorrer da luta, principalmente no nono round, onde acertou Inoue com um surpreendente golpe de direita. Durante o décimo primeiro assalto, Inoue acertou um forte soco no fígado de Donaire, que se virou de dor antes de cair de joelhos. Alguns torcedores questionaram as ações do árbitro, pois enquanto Donaire estava circulando, o árbitro pareceu se colocar entre os lutadores e impedir Inoue de acompanhar, antes de dar a Donaire uma contagem longa . De qualquer forma, Donaire conseguiu vencer a contagem e continuou lutando até o gongo final. Após a luta, Donaire e Inoue demonstraram respeito mútuo, com Inoue elogiando Donaire como "um verdadeiro campeão". Inoue recebeu o Troféu Muhammad Ali do Fighting Harada . Depois, Inoue revelou que havia sofrido uma fratura no osso orbital no segundo round, fazendo com que ele enxergasse duas vezes, e também um nariz quebrado. A luta foi posteriormente eleita a Luta do Ano da revista Ring .

#### Inoue x Moloney
Inoue deveria enfrentar o campeão peso galo da WBO, John Riel Casimero, em 25 de abril de 2020, antes da luta ser cancelada por causa da pandemia de COVID-19 . Incapaz de remarcar a luta, Inoue enfrentou o futuro campeão peso galo WBO Jason Moloney (21-1, 18 KOs) em 31 de outubro no MGM Grand Conference Center em Las Vegas. Moloney foi classificado em 6º lugar pelo The Ring, em 1º pela WBO, em 2º pela WBA e em 4º pelo IBF. Inoue obteve uma vitória por nocaute no sétimo round. No sexto round, um rápido contra-ataque de esquerda derrubou Moloney. No sétimo, uma golpe de direita derrubou Moloney pela segunda vez. Enquanto tentava se levantar, ele perdeu o juízo e o árbitro Kenny Bayless interrompeu a luta aos 2:59 do round. Durante uma entrevista pós-luta com Inoue, ele falou sobre seus desejos para futuros oponentes: "O vencedor Nordine Oubaali - Nonito Donaire com o título WBC e Casimero com o WBO, eles estão ao meu alcance no que diz respeito às lutas."

#### Inoue x Dasmariñas
Inoue enfrentou seu desafiante obrigatório da IBF e atual campeão peso galo do IBO, Michael Dasmariñas (30–2–1, 20 KOs) em 19 de junho de 2021 em Paradise, Nevada . Dasmarinas foi classificada em 1º lugar pela IBF e em 8º lugar pela WBA . Ele encaixou três knockdowns em três rounds, cada um sendo através de um gancho de esquerda no corpo de Dasmariñas, para vencer por paralisação no terceiro round. Após a luta, Inoue declarou seu desejo de se tornar o primeiro campeão indiscutível do peso galo, dizendo "Conseguir essa vitória me traz um sorriso no rosto. A capacidade de enfrentar o vencedor de Donaire - Casimero traz um sorriso ainda maior ao meu rosto."

#### Inoue x Dipaen
Foi anunciado em 21 de outubro de 2021 que Inoue defenderia seus títulos mundiais de peso galo em uma defesa voluntária contra o candidato número 6 do IBF, Aran Dipaen (12–2, 11 KOs) em 14 de dezembro de 2021, no Ryōgoku Kokugikan em Tóquio . De acordo com Inoue, sua equipe primeiro tentou organizar lutas com Rau'shee Warren e Gary Antonio Russell, mas não conseguiu, pois ambos recusaram a luta e também os rígidos protocolos de coronavírus do Japão tornaram muito difícil trazer lutadores estrangeiros. A primeira luta doméstica de Inoue em mais de dois anos foi transmitida pela Hikari TV e Abema TV no Japão, mas não recebeu cobertura internacional. Inoue entrou na luta como favorito de -3.000 para manter seus títulos. Inoue venceu a luta por nocaute técnico em oito rounds. Ele derrubou Dipaen com um gancho de esquerda no oitavo round, embora Dipaen tenha conseguido vencer a contagem de dez, ele foi gravemente surpreendido por um segundo gancho de esquerda assim que a ação recomeçou, o que levou o árbitro Michiaki Someya a acenar para a luta. . Inoue ganhou uma bolsa garantida de US$ 500.000; $ 300.000 em dinheiro do show e um bônus de vitória de $ 200.000. Sua bolsa de luta relatada não incluía pagamentos de patrocínio. Inoue foi mais tarde nomeado o "Lutador do Ano" de 2021 pela Comissão Japonesa de Boxe.

#### Inoue x Donaire II
Inoue fez sua quarta defesa de título como campeão unificado peso galo em uma luta de unificação de título com o atual campeão WBC Nonito Donaire em 7 de junho de 2022, no Saitama Super Arena em Saitama, Japão. Donaire foi ranqueado em primeiro lugar pelo The Ring e TBRB. A luta foi pelo campeonato linear e revanche da luta pela unificação do título de 7 de novembro de 2019, que Inoue venceu por decisão unânime. Inoue abriu como favorito, com a maioria dos criadores de probabilidades tendo-o como favorito de -400 para vencer a revanche. A luta foi transmitida pela Amazon Prime Video no Japão e pela ESPN+ nos Estados Unidos. Inoue venceu a luta por nocaute técnico no segundo round. Depois de nocautear Donaire no final do primeiro round, Inoue mais uma vez o surpreendeu com um gancho de esquerda perto do início do segundo round, antes de finalizá-lo com uma sequencia de socos aos 1:24 minutos do round. Ele se tornou o primeiro detentor de três cinturões do Japão na história do boxe. Inoue expressou seu desejo de lutar contra o campeão WBO Paul Butler em sua entrevista pós-luta, afirmando: “Meu objetivo é ser o campeão indiscutível. ". Ele foi brevemente classificado como o boxeador número um libra por libra pelo The Ring após esta vitória, tornando-se assim o primeiro boxeador japonês a atingir esse marco.

#### Inoue x Butler
Em 25 de agosto de 2022, foi anunciado que Inoue enfrentaria o bicampeão peso-galo e o atual campeão peso galo da WBO, Paul Butler, em uma luta de unificação do título. A luta ocorreu no dia 13 de dezembro de 2022, na Ariake Arena em Tóquio, Japão, e foi transmitido pela Amazon Prime localmente e pela ESPN+ nos Estados Unidos. Foi a primeira luta de Butler fora do Reino Unido . Inoue venceu a luta por nocaute no décimo primeiro round, ao parar Butler com uma série de golpes no corpo restando 1:09 minutos para o fim do round. Ele estava com 100-90 em todos os três scorecards no momento da paralisação e derrotou Butler por 151 a 38 no total de socos, sendo 97 deles socos poderosos. Inoue anunciou sua intenção de subir para o super-galo na entrevista pós-luta, afirmando: “Consegui cumprir essa meta de ser campeão mundial indiscutível. Agora, estou pensando em subir para o super-galo”. Após a vitória, ele se tornou o primeiro campeão indiscutível do peso galo desde Enrique Pinder em 1972 e o primeiro campeão indiscutível do peso galo na era dos quatro cinturões. Ele também se tornou o primeiro pugilista japonês e asiático a ser campeão indiscutível na era de três ou quatro cinturões, também foi o primeiro e único pugilista na história a derrotar todos os quatro principais campeões das organizações sancionadoras por nocaute. Inoue deixou vago todos os cinco títulos em 13 de janeiro de 2023, ao subir para o peso super-galo.

### Subida para o super-galo

#### Inoue x Fulton
Em 18 de janeiro de 2023, foi revelado que Inoue havia entrado em negociações com o campeão mundial unificado super-galo Stephen Fulton . Fulton foi classificado em primeiro lugar pelo The Ring e TBRB. A luta estava prevista para acontecer na Yokohama Arena em Yokohama, Japão, em 7 de maio de 2023, e teria sido transmitida pela Lemino no mercado local e pela ESPN+ nos Estados Unidos. A luta foi adiada no dia 21 de março, pois Inoue sofreu uma lesão no punho durante o training camp. A luta foi remarcada para 25 de julho de 2023, na Ariake Arena, em Tóquio, no Japão. Inoue venceu a luta por nocaute técnico no oitavo assalto. Ele primeiro derrubou Fulton com um gancho de esquerda e forçou o árbitro Hector Afu a interromper a disputa com uma
sequência de socos sem. Inoue havia acertado seu oponente por 114 a 47 no total de socos e 70 a 24 em socos poderosos naquele ponto. Ele se tornou o segundo lutador japonês a ganhar títulos importantes em quatro categorias de peso, depois de Kazuto Ioka .

#### Inoue x Tapales
Em 21 de agosto de 2023, foi anunciado que Inoue havia entrado em negociações com o campeão o atual campeão super-galo unificado WBA (Super) e da IBF, Marlon Tapales, para uma luta pelo título indiscutível. A luta também foi pelo campeonato linear e aconteceu na Ariake Arena em Tóquio, Japão, em 26 de dezembro de 2023. Inoue venceu a luta por nocaute no décimo round para se tornar o primeiro campeão indiscutível do super galo e campeão indiscutível de duas divisões, apenas um ano depois de unificar totalmente a divisão do peso galo. Tapales foi derrubado no quarto round e novamente no décimo, com o segundo knockdown o impossibilitando de se levantar da lona a tempo de vencer a contagem. Inoue venceu Tapales de 146 a 52 em socos totais e 114 a 43 em socos poderosos. Este foi o 19º nocaute registrado de Inoue em 21 lutas pelo título mundial, elevando sua taxa de nocaute para 90,4%, que é a maior taxa de nocaute na história das lutas pelo título mundial.

#### Inoue x Nery
Em 8 de janeiro de 2024, foi anunciado que Inoue faria sua primeira defesa de título como campeão indiscutível contra o desafiante obrigatório ao título WBC e ex-campeão Luis Nery . A luta foi marcada para 6 de maio de 2024 no Tokyo Dome e foi a primeira luta de boxe realizada no Tokyo Dome após 34 anos. Apesar de sofrer o primeiro knockdown de sua carreira profissional no primeiro round, Inoue dominou e venceu a luta por nocaute no sexto round. Ele derrubou Nery uma vez no segundo round e novamente no quinto round, antes de um terceiro e último knockdown no sexto round, quando a luta foi encerrada. Inoue superou seu oponente por 107 a 54 no total de socos e 62 a 34 em socos poderosos. The Fight estabeleceu o recorde de maior pico de audiência na história do Amazon Prime Video do Japão, ultrapassando as finais do Clássico Mundial de Beisebol de 2023 entre o Japão e os Estados Unidos.
Segunda defesa do título indiscutível
Inoue vs Doheny
Depois de defender o título contra Nery, Sam Goodman, desafiante obrigatório de Inoue da IBF e WBO, subiu ao ringue para desafiá-lo para uma luta. Inoue aceitou o desafio de Goodman e tentou negociar uma luta para setembro, mas durante as negociações Goodman desistiu e anunciou sua própria luta contra Chainoi Worawut para 10 de julho. Com a indisponibilidade de Goodman, o ex-campeão e número 2 do ranking da WBO, Doheny, foi chamado para substituí-lo.
Inoue fez a segunda defesa de seu título indiscutível dos super galos contra o ex-campeão, TJ Doheny, na Ariake Arena, em Tóquio, em 3 de setembro de 2024. Inoue manteve com sucesso seu título indiscutível ao parar Doheny com um golpe no corpo. Durante o sétimo round, Inoue acertou uma série de golpes fortes no corpo de Doheny, fazendo com que ele recuasse de dor e mancasse para longe de Inoue. Ele então caiu sobre um joelho, levando o árbitro Bence Kovacs a cancelar a luta. A luta foi oficialmente interrompida aos 0:16 do sétimo round. Inoue se tornou o primeiro lutador a parar Doheny, superando-o em 93 a 52 no total de socos e 64 a 41 em socos potentes.

## Vida pessoal
Em 1º de dezembro de 2015, ele se casou com uma colega de classe da Sagamihara Seiryo High School (atual Sagamihara Yaei High School) após sete anos de namoro.O primeiro filho nasceu em 5 de outubro de 2017. sua primeira filha nasceu em 9 de dezembro de 2019. Em 14 de abril de 2021, nasceu sua segunda filha e terceira em geral.
Seu irmão mais novo, Takuma Inoue também é pugilista e conquistou o título intercolegial dos pesos-galos em 2011, fazendo sua estreia profissional em dezembro de 2013 e conquistando o título mundial interino peso-galo da WBC em dezembro de 2018.

## Cartel no Boxe Profissional
| Cartel profesional | Cartel profesional | Cartel profesional |
| 29 lutas           | 29 vitorias        | 0 derrotas         |
| ------------------ | ------------------ | ------------------ |
| Nocaute            | 26                 | 0                  |
| Decisão            | 3                  | 0                  |

| No. | Resultado | Cartel | Oponente                 | Método | Round, duração | Data       | Local                                                  | Notas |
| 29  | Victoria  | 29–0   | Ye Joon Kim              | KO     | 3 (12), 2:25   | 24/01/2025 | Ariake Arena, Tokio, Japón                             | Defendeu os títulos do peso supergalo da WBC, WBO, WBA, IBF e The Ring                                                                        |
| 28  | Victoria  | 28–0   | TJ Doheny                | TKO    | 7 (12), 0:16   | 03/09/2024 | Ariake Arena, Tokio, Japón                             | Defendeu os títulos do peso supergalo da WBC, WBO, WBA, IBF e The Ring.                                                                       |
| 27  | Victoria  | 27–0   | Luis Nery                | KO     | 6 (12) 1:39    | 06/05/2024 | Tokyo Dome, Tokio, Japón                               | Defendeu os títulos do peso supergalo da WBC, WBO, WBA, IBF e The Ring.                                                                       |
| 26  | Victoria  | 26–0   | Marlon Tapales           | KO     | 10 (12) 1:02   | 26/12/2023 | Ariake Arena, Tokio, Japón                             | Defendeu os títulos do peso supergalo WBC e WBO; Ganhou os títulos de peso supergalo WBA, la IBF e o vago The Ring.}}                         |
| 25  | Victoria  | 25–0   | Stephen Fulton           | TKO    | 8 (12) 1:14    | 25/07/2023 | Ariake Arena, Tokio, Japón                             | Ganhou os títulos de peso supergallo del WBC y la WBO.                                                                                        |
| 24  | Victoria  | 24–0   | Paul Butler              | TKO    | 11 (12) 1:23   | 13/12/2022 | Ariake Arena, Tokio, Japón                             | Defendió los títulos de peso gallo del WBC, WBA (Súper), IBF y The Ring.; Ganó el título de peso gallo de la WBO.                             |
| 23  | Victoria  | 23–0   | Nonito Donaire           | KO     | 2 (12) 1:23    | 06/06/2022 | Super Arena, Saitama, Japón                            | Ganó el título de peso gallo del WBC; Defendió los títulos de peso gallo de la WBA (Super), IBF y The Ring.                                   |
| 22  | Victoria  | 22–0   | Aran Dipaen              | TKO    | 8 (12) 1:24    | 14/12/2021 | Kokugikan                                              | Defendió los títulos de peso gallo de la WBA (Súper), IBF y The Ring.                                                                         |
| 21  | Victoria  | 21–0   | Michael Dasmarinas       | TKO    | 3 (12) 2:50    | 19/06/2021 | Virgin Hotels Las Vegas, Paradise, Nevada, EE.UU       | Defendió los títulos de peso gallo de la WBA (Súper), IBF y The Ring.                                                                         |
| 20  | Victoria  | 20–0   | Jason Moloney            | TKO    | 7 (12), 2:59   | 31/10/2020 | MGM Grand Conference Center, Paradise, Nevada, EE. UU. | Defendió los títulos de peso gallo de la WBA (Súper), IBF y The Ring.                                                                         |
| 19  | Victoria  | 19–0   | Nonito Donaire           | DU     | 12             | 0711/2019  | Super Arena, Saitama, Japón                            | Defendió los títulos de peso gallo de la IBF y The Ring; Ganó el título de peso gallo de la WBA (Súper); Final del World Boxing Super Series. |
| 18  | Victoria  | 18–0   | Emmanuel Rodríguez       | TKO    | 2 (12), 1:20   | 18/05/2019 | SSE Hydro, Glasgow, Escocia                            | Ganó el título de peso gallo de la IBF y el título vacante de peso gallo de The Ring; Semifinales del World Boxing Super Series.              |
| 17  | Victoria  | 17–0   | Juan Carlos Payano       | TKO    | 1 (12), 1:10   | 07/10/2018 | Yokohama Arena, Yokohama, Japón                        | Defendió el título de peso gallo de la WBA (Regular); Cuartos de final del World Boxing Super Series.                                         |
| 16  | Victoria  | 16–0   | Jamie McDonnell          | TKO    | 1 (12), 1:52   | 25/05/2018 | Ota City General Gymnasium, Tokio, Japón               | Ganó el título de peso gallo de la WBA (Regular).                                                                                             |
| 15  | Victoria  | 15–0   | Yoan Boyeaux             | TKO    | 3 (12), 1:40   | 30/12/2017 | Cultural Gymnasium, Yokohama, Japón                    | Defendió el título de peso supermosca de la WBO.                                                                                              |
| 14  | Victoria  | 14–0   | Antonio Nieves           | RTD    | 6 (12), 3:00   | 09/09/2017 | StubHub Center , Carson, California , EE. UU.          | Defendió el título de peso supermosca de la WBO.                                                                                              |
| 13  | Victoria  | 13–0   | Ricardo Rodríguez        | KO     | 3 (12), 1:08   | 21/05/2017 | Ariake Coliseum, Tokio, Japón                          | Defendió el título de peso supermosca de la WBO.                                                                                              |
| 12  | Victoria  | 12–0   | Kohei Kono               | TKO    | 6 (12), 1:01   | 30/12/2016 | Ariake Coliseum, Tokio, Japón                          | Defendió el título de peso supermosca de la WBO.                                                                                              |
| 11  | Victoria  | 11–0   | Petchbarngborn Kokietgym | TKO    | 10 (12), 3:03  | 04/09/2016 | Sky Arena, Zama, Japón                                 | Defendió el título de peso supermosca de la WBO.                                                                                              |
| 10  | Victoria  | 10–0   | David Carmona            | DU     | 12             | 08/05/2016 | Ariake Coliseum, Tokio, Japón                          | Defendió el título de peso supermosca de la WBO.                                                                                              |
| 9   | Victoria  | 9–0    | Warlito Parrenas         | TKO    | 2 (12), 1:20   | 29/12/2015 | Ariake Coliseum, Tokio, Japón                          | Defendió el título de peso supermosca de la WBO.                                                                                              |
| 8   | Victoria  | 8–0    | Omar Narváez             | KO     | 2 (12), 3:01   | 30/12/2014 | Metropolitan Gym, Tokio, Japón                         | Ganó el título de peso supermosca de la WBO.                                                                                                  |
| 7   | Victoria  | 7–0    | Samartlek Kokietgym      | TKO    | 11 (12), 1:08  | 05/09/2014 | Yoyogi National Gymnasium, Tokio, Japón                | Defendió el título de peso minimosca del WBC.                                                                                                 |
| 6   | Victoria  | 6–0    | Adrián Hernández         | TKO    | 6 (12), 2:54   | 06/04/2014 | Ota City General Gymnasium, Tokio, Japón               | Ganó el título de peso minimosca del WBC. |
| 5   | Victoria  | 5–0    | Jerson Mancio            | TKO    | 5 (12), 2:51   | 06/12/2013 | Ryōgoku Kokugikan, Tokio, Japón                        | Ganó el título vacante de peso minimosca de la OPBF.                                                                                          |
| 4   | Victoria  | 4–0    | Ryoichi Taguchi          | DU     | 10             | 25/07/2013 | Sky Arena, Zama, Japón                                 | Ganó el título de peso minimosca de Japón. |
| 3   | Victoria  | 3–0    | Yūki Sano                | TKO    | 10 (10), 1:09  | 16/04/2013 | Korakuen Hall, Tokio, Japón                            | |
| 2   | Victoria  | 2–0    | Ngaoprajan Chuwatana     | KO     | 1 (8), 1:50    | 05/01/2013 | Korakuen Hall, Tokio, Japón                            | |
| 1   | Victoria  | 1–0    | Crison Omayao            | KO     | 4 (8), 2:04    | 02/10/2012 | Korakuen Hall, Tokio, Japón                            | |